# Orquestra Filarmônica SAR
A Orquestra Filarmônica SAR é uma orquestra de Hong Kong, fundada em 1999 por Y.K. Wong. A orquestra é formada por cem músicos e seu repertório é focado em obras de Gustav Mahler. A orquestra regularmente apresenta-se com solistas célebres, como Yao Jue, Andrew Simon, C. C. Chow, Robert Roux, Nancy Loo, Tsui-Fraser, Yuki Ip, Margaret Yim, Phoebe Tam, Cynthia Luff, Shanice Ng, Oliver Lo, Sam Kan, Brian Montgomery, Edmund Kwan, Richard Bamping, Vance Lee.